# Joseph Azran
Joseph Azran, ook wel geschreven als Yosef Azran (Hebreeuws: יוסף עזרן) (Marrakesh, 19 oktober 1941 - Parijs, 10 februari 2010) was een Israëlische opperrabbijn van de Sefardisch-charedische richting en voormalig politicus namens Shas.
Azran groeide op in Marokko en maakte in 1957 zijn alia naar Israël. Hij werd opgeleid aan een hogere jesjiva en verkreeg zijn aanstelling tot rabbijn aan het Harry Fischel Instituut voor Talmoedonderzoek in Jeruzalem. Alhoewel hij vanwege zijn orthodoxe achtergrond niet in militaire dienst hoefde, ging hij toch het leger in en diende bij het militaire rabbinaat.
Hij leidde een opleidingsinstituut in zijn oorspronkelijke vaderland en een kostschool in het Franse Straatsburg. Vervolgens was hij wijkrabbijn in Jeruzalem en hoofd van een Thora-onderwijsinstituut in Ashdod. Daarna was hij rabbijn te Kirjat Malachi en oprichter en voorzitter van het Netivot Chaim Instituut in zowel Kirjat Malachi als Benee Brak.
Azran was ook politiek actief, voor Shas zat hij van 1988 tot 1992 in de 12e Knesset en werd voor deze partij ook in de 13e Knesset verkozen maar stapte gedurende de zittingsperiode uit de fractie en ging als eenmansfractie tot het einde van de termijn in 1996 verder. Eveneens was hij van 1990 tot 1992 namens Shas staatssecretaris van Financiën in de regering van premier Yitzhak Shamir en vicevoorzitter van de 13e Knesset. Een poging om via de lijst Telem Emunah in de 14e Knesset te worden verkozen, bleef zonder succes.
Na zijn politieke loopbaan werd Joseph Azran hoofd van een jesjiva in Sderot en opperrabbijn van Rishon LeZion, een functie die hij tot aan zijn overlijden ten gevolge van een mislukte levertransplantatie op 68-jarige leeftijd vervulde.